# João Fernandes
Pour les articles homonymes, voir João Fernandes, Fernández et Juan Fernández.
João Fernandes est un navigateur portugais du XVe siècle, l'un des premiers à pénétrer l'intérieur des terres de l'Afrique de l'Ouest. Il est également un des pionniers du commerce d'esclaves et d'or de Guinée.

## Biographie
Prisonnier des Barbaresques (1445), il apprend leur langue et se porte volontaire, sur une demande de l'infant Henri le Navigateur, pour s'installer en Côte de Guinée. Il rejoint alors l'expédition de Antão Gonçalves, il fut pris par les Maures du Sahara, voisins du Río de Oro, et put pénétrer dans ces terres inhospitalières où il reste sept mois avant de revenir au Portugal.
Il visite de nouveaux les mêmes parages en 1446-1447 et s'y livre à la traite négrière.
À son retour, il fit connaître les mœurs des tribus barbares dans des récits qui ont été recueillis par les historiens portugais. Dans un second voyage, en 1448, il voulut pénétrer plus avant dans l'intérieur; mais il fut abandonné par ses compagnons, et ne reparut plus.